# Sérgio Ferretti
Sérgio Figueiredo Ferretti (Rio de Janeiro, 8 de novembro de 1937 — São Luís, 23 de maio de 2018) foi um antropólogo e museólogo brasileiro, professor da Universidade Federal do Maranhão (UFMA) e casado com a também antropóloga da UFMA Mundicarmo Ferretti.

## Biografia
Sérgio Ferretti nasceu e realizou parte de sua formação no Rio de Janeiro, graduou-se em História e Museologia pela Faculdade Nacional de Filosofia. Em 1963 viajou ao Maranhão para trabalhar no Movimento de Educação de Base (MEB), permanecendo até março de 1964. Em 1970 retorna definitivamente para o Maranhão ingressando na UFMA e na UEMA. Torna-se um grande especialista em religiosidade popular com diversos livros e artigos publicados. A titulação é uma forma de reconhecimento da contribuição do pesquisador e professor durante 40 anos para o Maranhão.
Graduado em Museologia pela Universidade Federal do Estado do Rio de Janeiro (UNIRIO/1962), e em História pela Universidade Federal do Rio de Janeiro (UFRJ/1962); especializou-se em Economia do Desenvolvimento e Sociologia do Desenvolvimento pela Université Catholique de Louvain (UCL, Bélgica/1964-66); fez mestrado em Antropologia pela Universidade Federal do Rio Grande do Norte (UFRN/1983) e doutorado em Antropologia Social pela Universidade de São Paulo (USP/1991).
Professor emérito da UFMA, Sérgio Ferretti estudava os costumes, as crenças e as festas populares do país, com especial atenção às religiões afro-brasileiras/maranhenses. Com mais de 50 anos dedicados à docência e à pesquisa da cultura popular, dos rituais e das religiões afro-brasileiras, Ferretti foi um dos fundadores da graduação e do Programa de Pós Graduação em Ciências Sociais, da Universidade Federal do Maranhão (PPGCSoc/UFMA), e da Comissão Maranhense de Folclore.
Lutou pela criação dos programas de pós-graduação em Ciências Sociais e Políticas Públicas, inserindo o Maranhão no circuito de produção acadêmica – cenário ainda marcado pela concentração no eixo Sul e Sudeste –, e estimulando o interesse de antropólogos brasileiros por religiões afro-brasileiras, até então majoritariamente alvo de pesquisadores estrangeiros. A atuação de Sérgio Ferretti, junto a sua companheira, Mundicarmo Ferretti, expressava-se na militância com os povos de terreiro desde os aspectos de patrimonialização de terreiros tradicionais de tambor de mina, como a Casa das Minas e a Casa de Nagô, até a recente luta ao lado de comunidades tradicionais em São Luís do Maranhão, como o Cajueiro.
Desde 2010, era coordenador do Museu Afrodigital do Maranhão (http://www.museuafro.ufma.br), projeto desenvolvido inicialmente pelo CEAO/UFBA e, posteriormente, envolvendo a UFPE e a UFMA. Filiado à rede da memória virtual da Biblioteca Nacional, este museu funciona atualmente como um repositório digital. Coordenava também, junto a Mundicarmo Ferretti, o Grupo de Pesquisa, Religião e Cultura Popular (GPMINA), na UFMA, que completou 25 anos em 2018.

## Obras
- Querebentã de Zomadonu: Etnografia da Casa das Minas. São Luís: EDUFMA, 1985.
- Repensando o sincretismo. São Paulo, EDUSP/FAPEMA, 1995.